# Raoul Diagne
Raoul Diagne (Saint-Laurent-du-Maroni, 10 de novembro de 1910 - Créteil, 12 de novembro de 2002) foi um futebolista e treinador de futebol francês.
Ele e Florent Malouda são os únicos nascidos na Guiana Francesa a terem jogado a Copa do Mundo FIFA, ambos pela seleção francesa.

## Carreira
Nascido na Guiana Francesa, Diagne era de origem senegalesa, e seu pai, Blaise Diagne, era um deputado representante do Senegal na Assembleia Nacional da França.
Raoul começou a carreira em 1930, no Racing de Paris, quando ele havia chegado em Paris para prosseguir seus estudos de pós-graduação. Em 1932, era o centro de um caso mais importante que a cor da pele: o profissionalismo. Nascido em uma família abastada, seu futuro não estava programado no futebol, mas mesmo assim, ele se profissionaliza em 1932. Na estreia do Racing no campeonato francês profissional, marca os dois gols da vitória. Na temporada 1935-1936, participou de metade dela no gol, depois que o goleiro Rodolphe Hiden pediu um aumento de salário que não foi aceito, deixando então a equipe. Diagne substituiu-o na posição até que Hiden retornasse, o que só ocorreu 6 meses depois.
Por clubes, jogou ainda no Toulouse, no Annecy e no International de Nice, aposentando-se em 1949, no futebol senegalês, defendendo o US Gorée.

## Como treinador
Depois de se aposentar, virou treinador de clubes na África Ocidental Francesa, Bélgica e Argélia, antes de se tornar treinador da Seleção do Senegal, entre 1960 e 1961.
Foi convocado 18 vezes para a Seleção Francesa e foi o primeiro jogador negro a jogar pela Seleção, em um amistoso contra a Tchecoslováquia, no estádio Colombès. Jogou pelos Bleus até 1940, tendo disputado a Copa de 1938, realizada em território francês. Seu último jogo pela seleção foi contra Portugal, em 1940.

## Falecimento
Morreu em 12 de novembro de 2002, em Créteil, aos 92 anos.